# Cruzeta (espada)

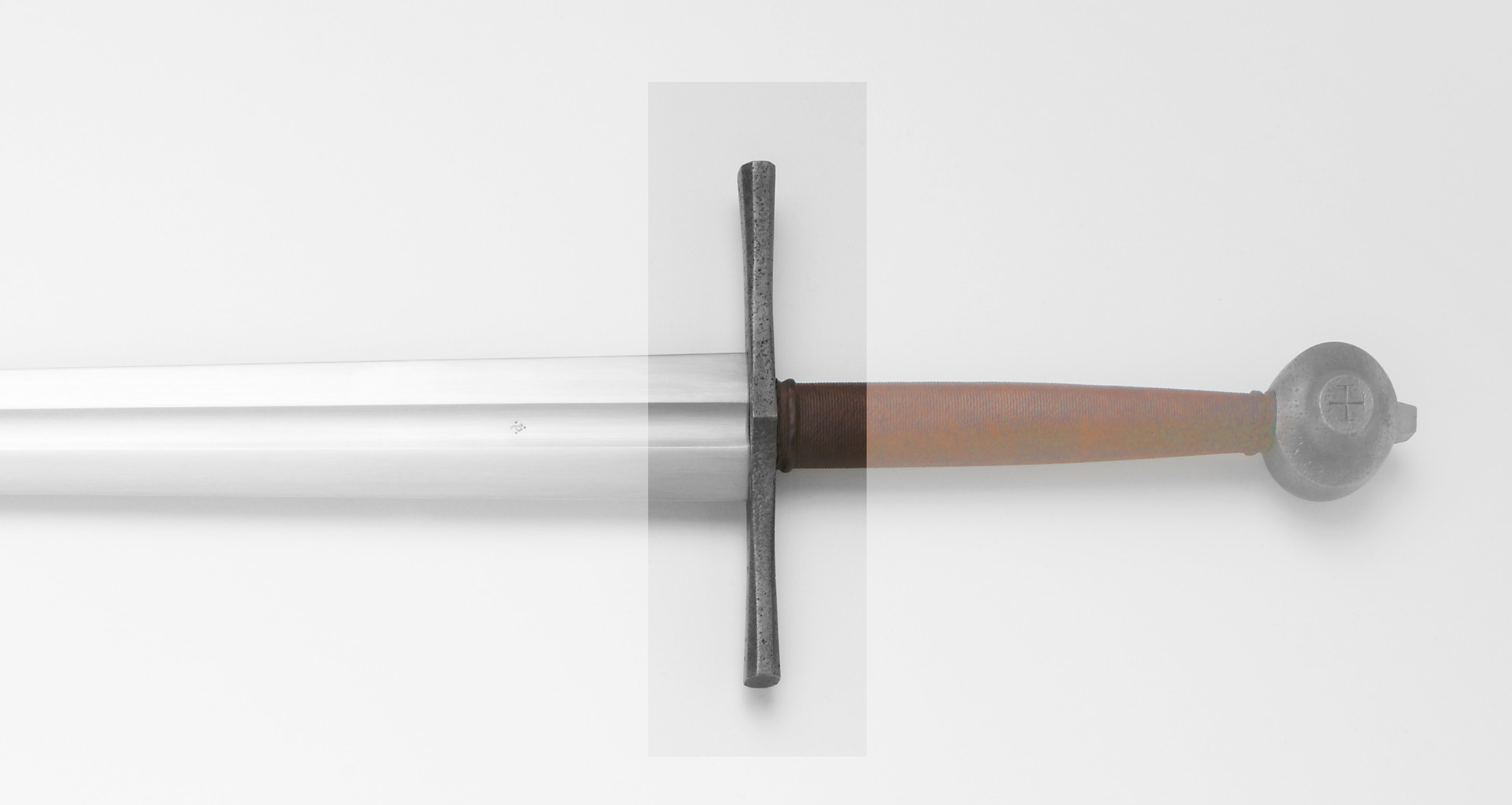
Cruzeta destacada em uma espada.

A cruzeta é uma barra entre a lâmina e a empunhadura duma espada, essencialmente perpendicular a elas, destinada a proteger a mão e os dedos do usuário da espada contra as armas do seu oponente, bem como da sua própria lâmina. Cada uma das barras individuais de cada lado é conhecida como quilão ou quillion.

## História
A cruzeta foi desenvolvida na espada europeia por volta do século X para a proteção da mão do portador. As primeiras formas eram a variante de cruzeta da espata usada pelos hunos. Há muitos exemplos de cruzetas nas espadas persas sassânidas a partir do início do século III. Podem ser os exemplos mais antigos. As cruzetas não só eram usadas para aparar ataques inimigos, mas também para melhorar a empunhadura. Mais tarde foram vistos em espadas vikings tardias. As cruzetas são uma característica padrão da espada normanda do século XI e da espada de armamento cavaleiro ao longo do período alto e tardio medieval. As primeiras cruzetas eram barras de metal retas, às vezes encurraladas para as extremidades externas. Embora este tipo simples nunca tenha sido descontinuado, formas mais elaboradas desenvolveram-se ao lado dele no decorrer da Idade Média. A cruzeta podia ser revestida ou dobrada nos séculos XII e XII.
A partir do século XIII ou XIV, as espadas eram quase universalmente equipadas com um chamado chape, um pedaço de couro montado na cruzeta. O propósito deste couro não é totalmente claro, mas parece ter se originado como parte da bainha, funcionando como uma tampa quando a espada estava embainhada.
No século XIV a XV, foram tentadas formas muito mais elaboradas. Uma característica dessas formas medievais finais é o écusson, uma protuberância da cruzeta no centro onde é montada na lâmina. Também do século XIV, o chape de couro é às vezes substituído por uma folha de metal. Um exemplo inicial disso é uma espada datada de c. 1320-40 guardada no Museu Kelvingrove em Glasgow. Um exemplo posterior é a "espada de Monza" de Estore Visconti (inícios do século XV), onde o chape é de prata e decorado com um motivo floral.
Após o final da Idade Média, as cruzetas tornaram-se mais elaboradas, formando primeiro quillons e, depois, através da adição de ramos de guarda, o punho de cesta, que oferecia mais proteção à mão.

## Tipos
Ewart Oakeshott no capítulo 4 de seu The Sword in the Age of Chivalry (1964) classifica as cruzetas medievais em doze tipos:
1. Uma barra horizontal simples, afinando em direção à extremidade. Esta é a forma básica encontrada desde o final da era viking até o século XVII.
2. Tipo acinturado, popular no século XV.
3. Uma barra relativamente curta com uma seção transversal retangular. Popular durante 1150-1250 e novamente durante 1380-1430.
4. Os terminais da barra são inclinados para a lâmina.
5. Estilo de "gravata de arco" com terminais alargados e aplanados.
6. Uma variante curva ou curva do tipo 5.
7. A barra tem uma seção transversal plana e é dobrada em direção à lâmina; popular no século XIV.
8. Terminais curvos como no estilo 4, mas uma forma mais elaborada com uma seção transversal hexagonal da parte montada em torno da base da empunhadura e um écusson pronunciado, popular no final do período medieval.
9. Um tipo elaborado do final da Idade Média com a barra inclinada em direção à lâmina e uma seção transversal plana em forma de diamante ou V, e um écusson pronunciado.
10. Os braços da barra se aproximam da empunhadura, em vez de se afastarem; principalmente também com um écusson pronunciado.
11. Terminal de pomel, com seção transversal redonda ou retangular, popular durante os séculos XV e XVI.
12. A barra fortemente encurvada no plano horizontal, formando um S; este tipo data do final do período medieval e é de transição para os primeiros tipos modernos de quillon.

A adaga medieval no século XIV e XV também adotou uma variante com quilões estilizados na empunhadura de espadas. As adagas-quilhões permaneceram populares no século XVI depois que o tipo de espada que se parecia com ele tinha caído em desuso.